# Septième secteur de Marseille
Le VIIe secteur de Marseille comprend les 13e et 14e arrondissements de la ville.

## Histoire
La loi n°75-1333 du 31 décembre 1975 regroupe les arrondissements de Marseille pour l'élection du conseil municipal : le VIIe secteur est alors composé des 13e et 14e arrondissements.
En 1982, le VIIe secteur est supprimé et ses arrondissements rejoignent le Ier secteur.
Les secteurs sont de nouveau redécoupés en 1987 : le VIIe secteur est recréé avec de nouveau les 13e et 14e arrondissements.

## Politique
Le conseil du VIIe secteur compte 48 membres, dont 16 siègent également au conseil municipal de Marseille, ce qui en fait le plus important secteur de la ville.
Le secteur, traditionnellement acquis au PS, enregistre de forts scores pour le FN depuis les années 1990 jusqu'à l'élection d'un maire membre historique du parti lors des élections de 2014 Stéphane Ravier. Il a ensuite été repris par le parti LR en 2020.
| Élection | Arrdt.           | Nom                                  | Parti            | Parti                   |
| -------- | ---------------- | ------------------------------------ | ---------------- | ----------------------- |
| 1983     | Secteur supprimé | Secteur supprimé                     | Secteur supprimé | Secteur supprimé        |
| 1989     | 13e et 14e       | Jean-Jacques Peschard Pierre Rastoin |                  | PS diss.                |
| 1995     | 13e et 14e       | Alain Decamps Garo Hovsepian         |                  | PS                      |
| 2001     | 13e et 14e       | Garo Hovsepian                       |                  | PS                      |
| 2008     | 13e et 14e       | Garo Hovsepian                       |                  | PS                      |
| 2014     | 13e et 14e       | Stéphane Ravier Sandrine d’Angio     |                  | FN puis RN              |
| 2020     | 13e et 14e       | Marion Bareille                      |                  | LR, DVD puis Populaires |